# Camila Mac Lennan
Camila Mac Lennan Freire (Ramos Mejía, La Matanza, provincia de Buenos Aires, 16 de diciembre de 1971)es una actriz de cine, teatro y televisión, locutora, productora ejecutiva, docente de actuación y defensora de los derechos humanos argentinoperuana conocida por su roles de Diana en la serie La gran sangre, Rosa en la película La casa rosada y Chela en la serie Junta de vecinos 2.

## Biografía
Mac Lennan nació en Ramos Mejía, Argentina, siendo hija de la psicoanalista y traductora peruana Luz Freire y del actor argentino Gustavo Mac Lennan. Entre los años 1975 y 1992 residió en la ciudad de Lima, Perú y desde 1992 hasta 2006 en la ciudad de Buenos Aires, Argentina. Volvió al Perú en el año 2006 y participó en la serie La gran sangre 2.También fue dirigida por algún tiempo por el director escénico Raúl Loayza-Espichan.

## Otras actividades
Es representante de Latin Quarter Entertainment, en ventas, producción, y relaciones públicas en Argentina.

## Teatro
En Argentina
- Romeo y Julieta (1999) (De William Shakespeare).
- Macbeth (1999) (De William Shakespeare).
- Mundos posibles (2001) (De John Mighton).
- Sospechosa acción de una muñeca (2003).
- Las criadas (2004) (De Jean Genet).

En Perú
- La Leyenda de Pedro Navaja (1991) (Basada en La ópera de los tres centavos, De Bertolt Brecht; Adaptada y Dirigida por Joaquín Vargas).
- A puerta cerrada (1991) (De Jean-Paul Sartre; Dirigida por Carlos Acosta).
- Cuatro historias de cama (2008—2011) (De Eduardo Adrianzén; Dirigida por Diego La Hoz).
- El niño que cayó dentro de un libro (2008) (De Alan Ayckbourn; Dirigida por David Carrillo).
- Dramatis personae (2008) (De Gonzalo Rodríguez Risco; Dirigida por Diego La Hoz).
- Heraud: El corazón volador (2008) (De Eduardo Adrianzén y Claudia Sacha; Dirigida por Óscar Carrillo).
- No pasa nada (2008).
- Sala de ensayo (2009) (Escrita y Dirigida por Jaime Nieto).
- La mujer sin memoria (2009) (Escrita y Dirigida por César de María).
- La señorita Julia (2011) (De August Strindberg; Dirigida por Marian Gubbins).
- Libertinos (2012) (De Eduardo Adrianzén; Dirigida por Óscar Carrillo).
- Romeo y Julieta (2012) (De William Shakespeare; Adaptada y Dirigida por Bruno Odar).[4]
- Luiza Vehil (2017) como Felicitas.
- Espérame (2020) (De Italo Lorenzzi; Adaptada y Dirigida por César Valer) como ex primera dama Violeta Correa Miller de Belaúnde.[5]

## Filmografía

### Cine
En Argentina
- El regulador (Cortometraje) (2000).
- Desayuno (Cortometraje) (2000).
- Buen día mamá, buen día (Cortometraje) (2000).
- Anidando (Cortometraje) (2001).
- La fuga (2001) como Prostituta 1.
- Kiebre (Película para televisión) (2002) como Laura.
- Te quiero, Ana (Cortometraje) (2002) como Ana.
- Apasionados (2002) como Madre Joven.
- Dibu 3, la gran aventura (2002) como Mujer Asistente.
- Vladimir en Buenos Aires (2002) como María (Nominada a los Premio Cóndor de Plata por Revelación femenina del año 2004).
- Olvidar (Cortometraje) (2003).
- Arrabal (Cortometraje) (2004) como "Morocha" / "La Muerte".
- Sueño de papel (2006).

En Perú
- Nunca más, lo juro (Largometraje) (1991).
- La partida (Cortometraje).
- Esperando al general (Largometraje) (2009).
- El beso de Abril (Cortometraje) (2010) como Abril.
- Una historia de terror (Cortometraje) (De Fermín Tanguis) como "La Muerte".
- Algo huele mal en la maleta (Cortometraje) (2012) (De Guille Isa y Silvina).
- Encierro (Cortometraje) (2012).
- Magallanes (Largometraje) (2015) (De Salvador del Solar).
- Algo huele raro en la maleta (Cortometraje) (2015) como Silvana.
- La casa rosada (Largometraje) (2018) (De Palito Ortega Matute) como Tía Rosa.
- Yuraq (2019) como Norma.
- Un mundo para Julius (Largometraje) (2021) (De Rossana Díaz Costa) como Susana Lastarria.
- Acuérdate de mi (Largometraje) (2021) (De Sebastián García).
- Respiro como María.

### Televisión

#### Telenovelas
- Velo Negro, Velo Blanco (1991).
- Mala Mujer (1992).
- Rebelde way (2002).
- Amor en custodia (2005).
- Amor mio (2005).
- Los exitosos Gomes o Los exitosos Gome$ (2010).

#### Series
- Vulnerables (1999).
- Tiempo final (2000).
- PH, propiedad horizontal (2001).
- Son amores (2002).
- Máximo corazón (2002) (Sin acreditar).
- Los simuladores (2003—2004).
- Cuentos clásicos de terror (2004) como La esposa.
- Teatro desde el Teatro (2006) como Varios Roles.
- La Gran Sangre 2: Contra Las Diosas Malditas (2006) como Diana.
- La Gran Sangre 4: Contra el M.P.S.P, Los Clones y El Conde (2007) como Diana.
- Tribulación: La batalla antes del fin (2011) como Claudia.
- Conversando con la Luna (2012) como Julieta.
- Historias detrás de la muerte (2013) como Dora Mayer (Rol Protagónico).
- Ramírez (2013).
- A distancia (2020).
- Junta de vecinos 2 (2022) como Graciela "Chela" Chumacero Chavlin de Domínguez #2.

#### Miniseries
- Baila Reggaetón (2007) como Carolina.
- Sabrosas (2007).
- Chapulín, el dulce (2008) como Alicia "La Momia".
- Magnolia Merino, la historia de un mounstruo (2008—2009) como Irene Palacios.
- Asesinas (2009).
- Matadoras (2010) como Olga.
- La Faraona (2012) como Jimena.
- Derecho de familia (2013) como Doris (Episodio: Derecho a rehacer nuestra vida).

### Programas
- Teletón 2011: Unámonos para cambiar pena por alegría (Edición Especial) (2011) como Telefonista.

## Eventos
- WAWA (Worldwide Audiovisual Women'S Association.

## Premios y nominaciones
| Año  | Premio                                                         | Categoría               | Trabajo                  | Resultado   | Ref. |
| ---- | -------------------------------------------------------------- | ----------------------- | ------------------------ | ----------- | ---- |
| 2004 | Premios Cóndor de Plata                                        | Revelación Femenina     | Vladimir en Buenos Aires | Nominada    |      |
| 2009 | Oficio Crítico                                                 | Mejor Actriz            | Esperando al general     | Ganadora    |      |
| 2017 | Premio Nueva Escena                                            | Mejor Actriz de Reparto | Luiza Vehil              | Ganadora    |      |
| 2018 | Premios APRECI (Asociación de Prensa Cinematográfica del Perú) | Mejor Actriz de Reparto | La casa rosada           | Ganadora    |      |
| 2019 | Premios Platino                                                | Mejor Actriz            | Magallanes               | Prenominada |      |